# Bankhaus Friedrich Schmid & Co.
Das Bankhaus Friedrich Schmid & Co. (auch Bankhaus Friedr. Schmid & Comp.) war eine Augsburger Privatbank, die 1849 von Jacob Friedrich Schmid jun. gegründet wurde. In der zweiten Hälfte des 19. Jahrhunderts entwickelte sich das Bankhaus zu einer der bedeutendsten süddeutschen Privatbanken. 1931 verkaufte sein Enkel Friedrich Schmid das wirtschaftlich angeschlagene Institut an die Bayerische Hypotheken- und Wechselbank, in deren Niederlassung Augsburg es aufging.

## Geschichte

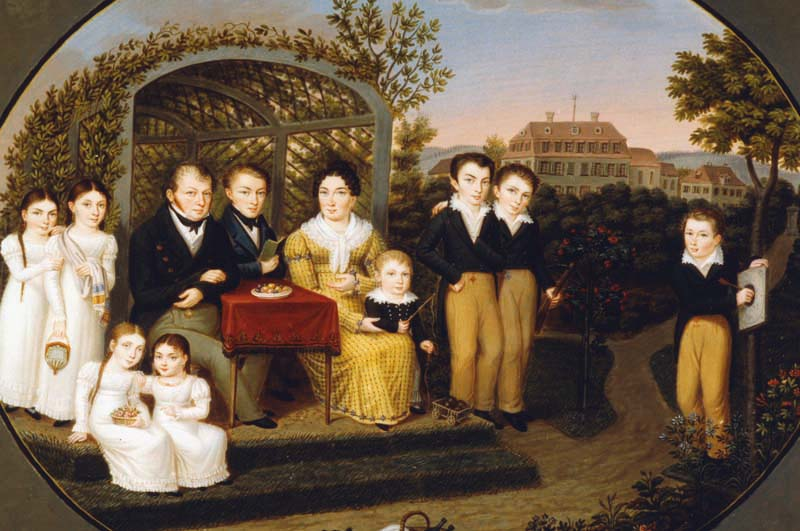
Der Bankier Jacob Friedrich Schmid sen. mit seiner Familie um 1820

### Vorgängerinstitut
Die Bankiersfamilie Schmid nahm ihren Anfang mit Jacob Friedrich Schmid sen., der in der Schweiz eine kaufmännische Ausbildung absolvierte und dort den aus Basel stammenden Dietrich Erzberger kennenlernte. Am 1. November 1804 gründeten Erzberger und Schmid zusammen mit Carl Joseph Wollmuth in Augsburg unter dem Namen Erzberger & Comp. ein Handelsgeschäft. Nach dem Ausscheiden Wollmuths wurden die Bankgeschäfte ab 5. Februar 1810 unter der Firma Erzberger & Schmid fortgeführt. Über die Geschäftstätigkeit des Unternehmens in den Anfangsjahren ist wenig bekannt, jedoch scheint die Firma floriert zu haben. Im Jahr 1828 hatte die Bank überregional einen sehr guten Namen erworben, der einen Dritten zum Missbrauch bewegte. Graf Cároly Albert von Festetics aus Ödenburg hinterlegte über ein Drittinstitut eine für die damalige Zeit nicht unerhebliche Schuldverschreibung von 2 Millionen Gulden beim Großhandelshaus Erzberger & Schmid und versuchte durch Beifügung von Kopien des Hinterlegungsscheins zu den Partial-Obligationen den Eindruck zu erwecken, er habe die Anleihe dort aufgenommen. Das Bankhaus, das um seine Reputation fürchten musste, wies mehrfach darauf hin, dass sein Name unberechtigterweise genutzt worden sei. Im Jahr 1830 wurde die Privatbank als Wechselhaus bezeichnet. Augsburg galt zu dieser Zeit als hervorragender Platz für den Geld- und Wechselhandel mit den unterschiedlichen deutschen Währungen. Nach Schmids Tod am 11. Januar 1824 musste sein ältester Sohn Jacob Friedrich Benedict Schmid jun. das im Jahr 1823 an der Friedrich-Alexander-Universität Erlangen aufgenommene Studium der Rechtswissenschaften abbrechen. Als Vorbereitung auf seinen Eintritt in das Bankhaus Erzberger & Schmid ließ er sich in der Schweiz und Italien zum Kaufmann ausbilden.
Anschließend nahm er die Tätigkeit in dem vom Vater mitbegründeten Bankhaus ein. Im Jahr 1832 erhielt er Prokura. Im Jahr 1849 schied Schmid aus der Privatbank Erzberger & Schmid aus, die daraufhin in Erzberger & Co. und später in Erzberger & Söhne umfirmierte. Im Jahr 1882 geriet dieses Bankinstitut in wirtschaftliche Schwierigkeiten und musste Konkurs anmelden.

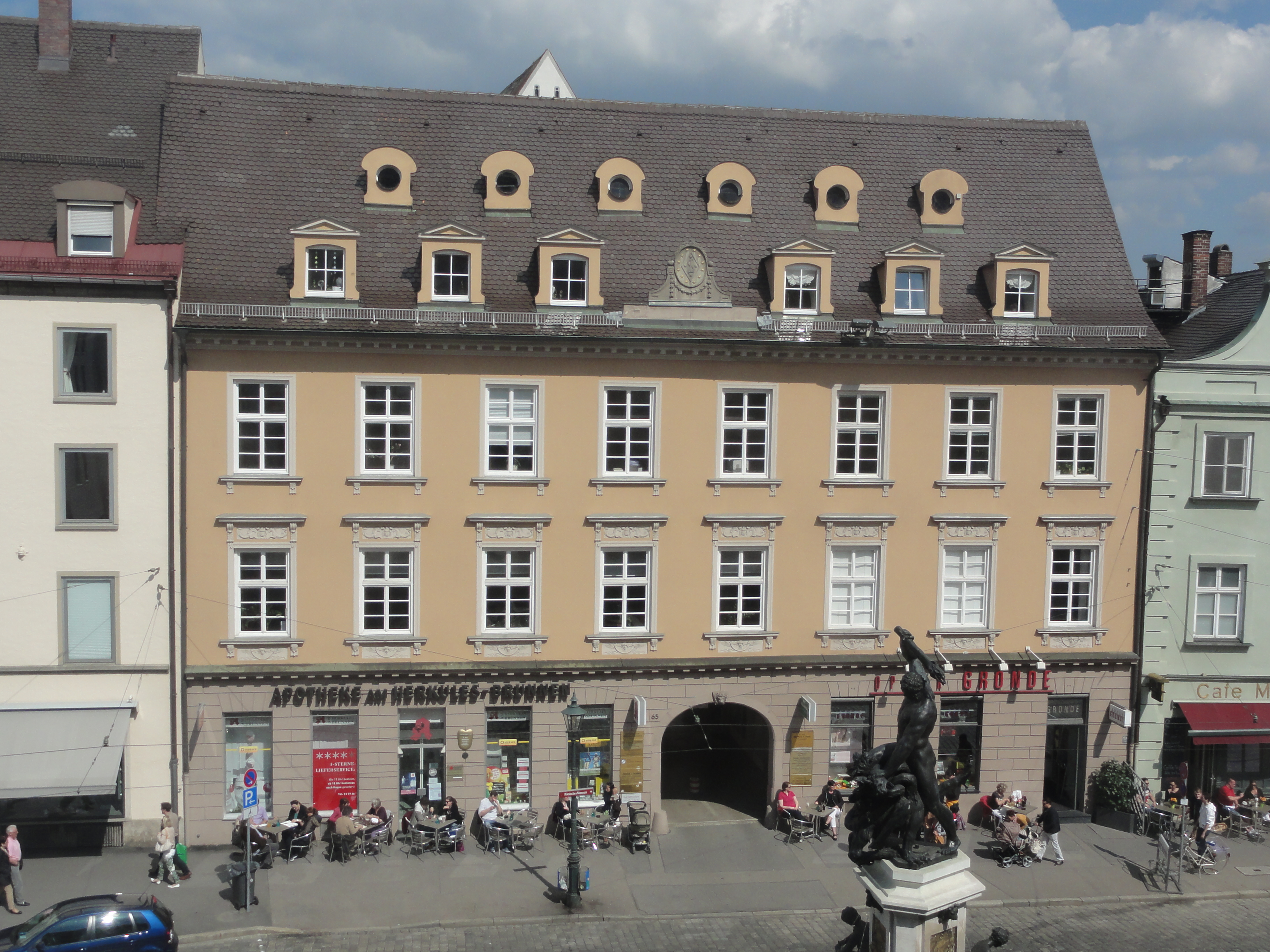
Der ehemalige Sitz des Bankhauses Friedrich Schmid & Co. in Augsburg, Maximilianstraße 65

### Gründung und Interimsphase
Jacob Friedrich Schmid jun. gründete 1849 das Bankhaus Friedrich Schmid & Co. im Augsburger Schaezlerpalais und bezog noch im gleichen Jahr das gegenüberliegende Stammhaus der Bank in der Maximilianstraße 65. Im Rahmen der Gründung übernahm er einen Teil der Kunden und Angestellten des in Liquidation befindlichen Bankhauses des im Jahr 1949 verstorbenen Johann Gottlob Freiherr von Süßkind. Im Jahr 1851 gehörte Schmid zu den Initiatoren der Augsburger Baumwollspinnerei am Stadtbach. Die Mechanischen Baumwollspinnerei und -weberei Augsburg, deren Aufsichtsrat er seit 1837, ab 1843 als Vorsitzender, angehörte, benötigte dringend einen Zulieferer. Seine Bank sorgte für die Finanzierung des neu zu gründenden Unternehmens. Nachdem Jacob Friedrich Schmid plötzlich verstorben war, übernahm sein Bruder Paul Johann Carl Schmid sen. (* 1809 in Augsburg; † 1878 ebenda) interimistisch die Leitung, um das Bankgeschäft für dessen Söhne Paul Schmid jun. und Ernst Schmid (* 1844 in Augsburg; † 1939 ebenda) zu erhalten. Paul Schmid sen. gelang es nicht, an die positive Entwicklung, die das Unternehmen unter der Leitung genommen hatte, anzuknüpfen.

### Einflussreiche Privatbank
Paul Schmid jun. gab sein 1860 an der Ludwig-Maximilian-Universität München begonnenes Studium der Rechtswissenschaften nach zwei Semestern auf. Stattdessen nahm er eine kaufmännische Ausbildung in Genf auf, die er in London und Frankfurt fortsetzte. Im Jahr 1866 trat er in das Familienunternehmen ein. Zwei Jahre später übernahm er von seinem Onkel die Leitung des Bankhauses. Sein Bruder und engster Mitarbeiter Ernst Schmid wurde an dem Bankhaus beteiligt. Paul Schmid gelang es, schnell ein enges Netz von Beziehungen zu Industrieunternehmen aufzubauen. In enger Zusammenarbeit mit den kaufmännischen Leitern der oftmals angeschlagenen oder aufgrund ihrer geringen Größe nicht mehr konkurrenzfähigen Unternehmen arbeitete das Bankhaus an der Unternehmensrestrukturierung mit oder leitete Fusionen ein. Soweit es sich nicht bereits um Aktiengesellschaften handelte, erfolgte die Umwandlung in Aktiengesellschaften und die Sanierung durch eine Rekapitalisierung über den Aktienmarkt. Anschließend übernahm einer der beiden Bankiers einen Aufsichtsratsposten, meist den des Aufsichtsratsvorsitzenden, um die weitere Unternehmenspolitik mitbestimmen zu können. Paul Schmid brachte diese enge Verbindung zwischen Finanzwirtschaft und Industrie mit folgenden Worten zum Ausdruck: „In allen Geschäften, in denen ich Ämter [im Aufsichtsrat] bekleidet habe, war ich immer in der Lage, die Leitung selbst zu übernehmen.“
Bereits im Jahr 1869 hatte Paul Schmid ein Aufsichtsratsmandat der Mechanischen Baumwoll-Spinnerei und -weberei Augsburg übernommen, das er bis zu seinem Tod, davon 46 Jahre als Vorsitzender des Aufsichtsrats, wahrnahm. In dieser Zeit unterstützte er unter anderem Erweiterungen durch die Weberei am Proviantbach, die Baumwoll-Spinnerei und -weberei Rosenau und die Spinnerei und Weberei Aumühle und begleitete eine technische Reorganisation des veralteten Stammhauses.
Die von Schmid, den Augsburger Bankiers Albert Erzberger, Hugo von Froelich, Franz Frommel, Carl von Stetten, Nathan Wilmersdörffer sowie dem Gutsbesitzer Johann von Stetten unter Mitwirkung der Bayerischen Vereinsbank eingeleiteten Bemühungen, den Finanzplatz Augsburg insbesondere gegen die aufstrebende Bayerische Hypotheken- und Wechselbank zu stärken, waren jedoch nicht von Erfolg gekrönt. Die 1871 gegründete Augsburger Bank stellte schon nach kurzer Zeit die Geschäfte wieder ein und wurde 1877 liquidiert.
Im Jahr 1872 initiierte und finanzierte Friedrich Schmid & Co. die Gründung der Zwirnerei und Nähfadenfabrik Göggingen unter Übernahme der Firma E. Schiffmacher & Cie. und deren Erweiterungen. Im Aufsichtsrat war das Bankhaus durch Ernst Schmid vertreten. Eine entsprechende Position nahm er auch bei der Augsburger Baumwoll-Spinnerei am Stadtbach ein, deren Erweiterung durch die Baumwoll-Spinnerei am Senkelbach und die Spinnerei Wertach die Privatbank begleitete. Als die Mechanische Baumwoll-Weberei am Senkelbach 1880 unter dem Namen Augsburger Buntweberei vormals L. A. Riedinger in eine Aktiengesellschaft umgewandelt wurde, sorgte das Bankhaus für die Platzierung der Aktien, war aber auch zur Stelle, als um die Jahrhundertwende die Insolvenz der Gesellschaft abgewendet werden musste. Auch bei der Neuen Augsburger Kattunfabrik gelang Paul Schmid eine grundlegende Restrukturierung und die Zuführung neuer Betriebsmittel. Unter seiner Leitung entstanden 1882 durch Fusion der Unternehmen der Gebrüder Magnus und Carl Epple bzw. des Engelbert Buxbaum die Vereinigten Fabriken landwirtschaftlicher Maschinen vormals Epple und Buxbaum. Im gleichen Jahr organisierte Schmid den Zusammenschluss mehrerer Zündholz- und Wichsefabriken in Augsburg, Deggendorf, Aalen und Ulm zur Aktiengesellschaft Union Vereinigte Zündholz- und Wichsefabriken. Friedrich Schmid & Co. war 1889 als einziges Bankhaus unter den Gründern der Augsburger Localbahn vertreten, die den Anschluss der Industriebetriebe an das staatliche Bahnnetz ermöglichen sollte. 1898 wurde die von den Gebrüdern Schnell elf Jahre zuvor gegründete Mechanische Weberei am Mühlbach in eine Aktiengesellschaft umgewandelt und an den Markt gebracht. Unter der Leitung der Privatbank wurde 1907 die Brauerei Lorenz Stötter in eine Aktiengesellschaft umgewandelt, die nach der Übernahme mehrerer kleinerer Brauereien in 1924 in Aktienbrauerei zum Hasen umfirmierte. In den Aufsichtsräten dieser Unternehmen war das Bankhaus Friedrich Schmid & Co. durch einen der beiden Teilhaber repräsentiert. Die Bedeutung der Privatbank zeigt sich insbesondere auch in der Berufung Paul Schmids ins Aufsichtsgremium der Bayerischen Vereinsbank im Jahr 1903. Von 1926 bis zu seinem Tod hatte er dort den Vorsitz inne.
Die Verdienste Paul Schmids um die heimische Wirtschaft wurden mit dem Ehrendoktortitel der Technischen Universität München, dem Titel eines Geheimen Kommerzienrats und dem Ritterkreuz des Verdienstordens der Bayerischen Krone gewürdigt. Der Orden war mit dem persönlichen Adel verbunden.

### Niedergang und Verkauf des Bankhauses
Nach dem Tod Paul von Schmids übernahm sein Sohn Friedrich Ernst Schmid (* 1878 in Augsburg; † unbekannt), der bereits in der Privatbank mitarbeitete, die Leitung des Unternehmens, das unter den Folgen des Ersten Weltkriegs auf die deutsche Wirtschaft bereits gelitten hatte und durch die Weltwirtschaftskrise 1929 weiter in Mitleidenschaft gezogen wurde. In Abstimmung mit seinem Onkel und Teilhaber Ernst Schmid veräußerte er die Privatbank zum 1. Januar 1931 an die Bayerische Hypotheken- und Wechselbank, die das Bankgeschäft in ihre Augsburger Niederlassung integrierte. Auf das Ansehen, das die Familie Schmid bei der Augsburger Wirtschaft noch immer genoss, wollte auch die übernehmende Regionalbank nicht verzichten. Friedrich Schmid wurde zum stellvertretenden Vorstandsmitglied der Bank ernannt und leitete die Niederlassung Augsburg der Bayerischen Hypotheken- und Wechselbank bis 1945.